# جيسي غيلبرت
جيسي غيلبرت (بالإنجليزية: Jessie Gilbert)‏ هي لاعبة شطرنج بريطانية، ولدت في 30 يناير 1987 في London Borough of Croydon ‏ في المملكة المتحدة، وتوفيت في 26 يوليو 2006.

## وصلات خارجية
- جيسي غيلبرت على موقع مباريات الشطرنج (الإنجليزية)
- جيسي غيلبرت على موقع 365Chess.com (الإنجليزية)
- جيسي غيلبرت على موقع Chesstempo.com (الإنجليزية)
- جيسي غيلبرت سجل أولمبياد الشطرنج للسيدات على موقع OlimpBase.org (الإنجليزية)